# جون شیسون
جون شیسون (انگلیسی: Jun Shison؛ زادهٔ ۵ مارس ۱۹۹۵) بازیگر اهل ژاپن است. وی از سال ۲۰۱۱ میلادی تاکنون مشغول فعالیت بوده‌است.